# Coivaras
Coivaras is een gemeente in de Braziliaanse deelstaat Piauí. De gemeente telt 3.955 inwoners (schatting 2009).
De gemeente grenst aan Campo Maior, Altos, Pau-d'Arco do Piauí en Alto Longá.